# Stoner metal
Stoner metal, hårdare variant av stonerrock. Inte lång tid efter stonerrockens födelse fusionerade den med metalvågen. Stoner metal hade något av en hitlåt inom den alternativa metalvärlden i och med låten Turn från albumet Troublegum av Therapy?.
Stoner metal använder sig vanligtvis av "stora" riff. Inspirationen är oftast hämtad från 70-talet, blandat med ett modernt "tungt" produktionssound. Stora Stoner metal är bl.a. DOWN, Mastodon, båda från USA, men även band som Mustasch och Svölk, svenska och norska. 